# The Slip (film)
The Slip è un cortometraggio muto del 1912 diretto da Otis B. Thayer. Prodotto dalla Selig Polyscope Company su una sceneggiatura di William V. Mong, aveva come interpreti W.D. Emerson, Winifred Greenwood, Rex De Rosselli, William Stowell.

## Trama
Harold Sinclair e i suoi due soci, George e Minna Hopkins, sono specializzati in truffe, raggirando le loro vittime con l'idea di fare dei soldi facili. Le loro operazioni però non possono durare ancora per molto quando Zet Maiston, una delle loro vittime, li denuncia. Gli uffici della Sinclair vengono circondati dalla polizia che alla fine riesce a mettere le mani sul trio.

## Produzione
Il film fu prodotto dalla Selig Polyscope Company.

## Distribuzione
Distribuito dalla General Film Company, il film - un cortometraggio di una bobina - uscì nelle sale cinematografiche statunitensi il 14 marzo 1912.